# Морфеміка
Морфеміка — розділ мовознавства, що вивчає поділ слова на морфеми, вичленування морфів у слові, аломорфію морфеми, межі аломорфії, перетворення на морфемних швах, спрощення, перерозклад у морфемі, ідентифікацію морфем, їхню структурну, дистрибутивність, функціональну класифікацію.

## Загальний опис
Морфеміка аналізує розподіл морфем, морфемний склад слова, описує закони конструювання морфем, структур слова, визначає допустимі в мові структури, їхні ознаки, правила формування, семантичної та стилістичної сполучуваності морфем.
У іншому значенні морфеміка — це сукупність усіх морфем, які виділяють у словах і використовують в мові за певними моделями сполучуваності.
Як окремий розділ мовознавства морфеміку почали виділяти лише наприкінці 1970-х років. Доти вона вважалася розділом морфології або, згодом, дериватології.
В українському мовознавстві вивченням питань морфеміки серед інших займається Ніна Клименко, автор першого підручника у цій галузі «Основи морфеміки української мови».

## Проблеми морфеміки
- поділ слова на морфеми і принципи виділення морфем
- класифікація морфем
- визначення допустимих меж розростання слова
- правила сполучуваності морфем — вивченням цієї проблеми займається розділ морфеміки — морфотактика

## Лексикографія
В українській лексикографії є 3 словники морфем:
- Морфемний аналіз. Словник-довідник у 2-ох томах, 1982—1983 рр. за редакцією І. Т. Яценка.
- Морфемний словник за редакцією Полюги Л. М., 1983. (двічі перевидавався).
- Ніна Клименко, Євгенія Карпіловська, Віктор Карпіловський, Тетяна Недозим. Словник афіксальних морфем української мови, 1997. [Архівовано 8 листопада 2016 у Wayback Machine.]